# 南条貞宗
南条 貞宗（なんじょう さだむね、延元4年/暦応2年（1339年）? - 元中8年/明徳2年（1391年）?）は、南北朝時代の武将で伯耆国羽衣石城に拠点を置いた国人・南条氏の始祖。初名は高秀。官職は伯耆守。
通説では出雲国守護の塩冶高貞の庶子とされているが、あるいは賀茂氏の流れを汲む南条直宗の実子で、生母は東時孝の娘との説もある。子に南条景宗、機堂長応（定光）、尼子右衛門尉経時。

## 生涯
『羽衣石南条記』の説によると暦応4年（1341年）3月28日、貞宗3歳のとき父高貞が高師直によって謀反の濡れ衣をきせられ領国の出雲へ妻子とともに逃げる途中、高貞の家臣・八幡六郎によって老僧に預けられたという。その後、越前国南条郡宅良谷で尼に育てられ成長した貞宗は室町幕府将軍の足利義詮の幕下となり多くの武功を挙げその功によって伯耆国に領地を持った。貞治5年（1366年）に伯耆国河村郡埴見郷に羽衣石城を築いて南条氏の始祖となった。至徳2年（1385年）、ゆかりの地である越前国南条郡宅良谷に曹洞宗慈眼寺を建立した。次男・機堂長応とともに伯耆国で曹洞宗が大発展する礎を築いたといわれている。没年が明徳2年（1391年）と記されているが、これを仏門に入った年とする説もある。
鳥取県東伯郡三朝町の曹源寺には、南条貞宗のものと伝えられる五輪塔がある。